# 希貝山 (格拉魯斯山)
46°49′07″N 8°58′18″E / 46.81861°N 8.97167°E
希貝山（Hinter Schiben），是瑞士的山峰，位於該國的東部，由格拉魯斯州負責管轄，屬於格拉魯斯山的一部分，處於比弗滕施托克山以北，海拔高度3,083米。

## 外部連結
- Schiben on Hikr （页面存档备份，存于）